# Șapovalivka, Konotop
Șapovalivka (în ucraineană Шаповалівка) este localitatea de reședință a comunei Șapovalivka din raionul Konotop, regiunea Sumî, Ucraina.

## Demografie
Componența lingvistică a localității Șapovalivka
     Ucraineană (98,53%)
     Rusă (1,47%)
Conform recensământului din 2001, majoritatea populației localității Șapovalivka era vorbitoare de ucraineană (98,53%), existând în minoritate și vorbitori de rusă (1,47%).